# Беер-ель-Хафей
Беер-ель-Хафей (араб. بئر الحفي) — місто в Тунісі. Входить до складу вілаєту Сіді-Бузід. Станом на 2004 рік тут проживало 5 589 осіб.